# Am Limit
Am Limit ist ein Dokumentarfilm über Klettern, insbesondere über einen Schnelligkeitsrekord an einer 1000 m hohen Wand. Der Film startete am 22. März 2007.

## Inhalt
Pepe Danquart zeigt in dieser Sportdokumentation über die „Huberbuam“ die Brüder Thomas und Alexander Huber beim Klettern in Patagonien und auf der 1000 m hohen Granitwand „El Capitan“ im Yosemite Valley (USA). Einen wichtigen Teil nimmt die Speedbegehung The Nose ein, bei dem die beiden Sportler den damaligen Geschwindigkeitsrekord von 2:48:30 Stunden, der im September 2002 von Hans Florine und Yuji Hirayama aufgestellt worden war, brechen wollten. Gezeigt werden 2 Rekordversuche, beide blieben erfolglos: beim ersten Versuch verletzte sich Alexander am Knöchel, der Versuch konnte nicht starten. Beim zweiten Versuch stürzte Thomas und verletzte sich. Im Oktober 2007 schafften sie die Strecke in 2:45:45 und unterboten damit den alten Rekord um etwas mehr als 3 Minuten.
Gezeigt wird die Begehung im Detail, die dabei auftretenden Schwierigkeiten und deren Lösung. Dazu wurden in der Wand mehrere Kamerateams platziert, um den Zuschauern einen guten Eindruck der Leistung vermitteln zu können.
Im Februar 2006 versuchen die zwei Kletterer, die drei Gipfel der Cerro-Torre-Gruppe in Patagonien zu überschreiten.

## Auszeichnungen
Pepe Danquarts Regiearbeit erhielt den Bayerischen Filmpreis 2008 sowie Nominierungen für den Deutschen Filmpreis und den Europäischen Filmpreis. Beim Berg- und Abenteuerfilmfestival Graz wurde er 2007 als bester Film in der Kategorie „Klettern in Fels und Eis“ ausgezeichnet.
Die Deutsche Film- und Medienbewertung FBW in Wiesbaden verlieh dem Film das Prädikat wertvoll.